# Villa Parque Santa Ana
Villa Parque Santa Ana é uma comuna da província de Córdoba, na Argentina.